# ولش (تگزاس)
ولش، تگزاس(به انگلیسی: Welch, Texas) شهری در ایالت تگزاس از ایالات جنوبی ایالات متحده آمریکا است.